# Campeonato Asiático de Atletismo de 2015 - 400 m masculino
A prova dos 400 metros masculino do Campeonato Asiático de Atletismo de 2015 foi disputada entre os dias 3 e 4 de junho de 2015 no Wuhan Stadium em Wuhan, na China. 

## Recordes
Antes desta competição, os recordes mundiais e do campeonato nesta prova eram os seguintes:
|                       | Nome                  | Nacionalidade  | Tempo  | Local     | Data                 |
| --------------------- | --------------------- | -------------- | ------ | --------- | -------------------- |
| Recorde mundial       | Michael Johnson       | Estados Unidos | 43s 18 | Sevilha   | 26 de agosto de 1999 |
| Recorde do campeonato | Sugath Thilakaratne   | Sri Lanka      | 44s 61 | Fukuoka   | 1998                 |
| Recorde asiático      | Mohamed Amer Al-Malky | Omã            | 44s 56 | Budapeste | 12 de agosto de 1988 |

## Medalhistas
| Ouro                     | Prata                | Bronze             |
| Abdelalelah Haroun (QAT) | Yousef Masrahi (KAZ) | Kentaro Sato (JPN) |

## Cronograma
Todos os horários são locais (UTC+8)
| Data       | Hora  | Evento  |
| ---------- | ----- | ------- |
| 3 de junho | 10:30 | Bateria |
| 4 de junho | 16:10 | Final   |

## Resultados

### Bateria
Qualificação: 2 atletas de cada bateria  (Q) mais os  2 melhores qualificados (q). 
| Posição | Bateria | Atleta                | Nacionalidade  | Tempo | Notas |
| ------- | ------- | --------------------- | -------------- | ----- | ----- |
| 1       | 2       | Abdelalelah Haroun    | Catar          | 45.96 | Q     |
| 2       | 3       | Yousef Masrahi        | Arábia Saudita | 46.11 | Q     |
| 3       | 3       | Abubakar Abbas        | Bahrein        | 46.41 | Q     |
| 4       | 2       | Kentaro Sato          | Japão          | 46.55 | Q     |
| 4       | 3       | Arokya Rajeev         | Índia          | 46.55 | q     |
| 6       | 1       | Takamasa Kitagawa     | Japão          | 46.71 | Q     |
| 7       | 3       | Sajjad Hashemi        | Irão           | 46.73 | q     |
| 8       | 3       | Ahmed Mubarak Salah   | Omã            | 46.90 |       |
| 9       | 2       | Mao Guorong           | China          | 47.07 |       |
| 10      | 1       | Mehdi Zamani          | Irão           | 47.08 | Q     |
| 11      | 1       | Mikhail Litvin        | Cazaquistão    | 47.18 |       |
| 12      | 2       | Sergey Zaikov         | Cazaquistão    | 47.51 |       |
| 13      | 3       | Fang Yuan             | China          | 47.52 |       |
| 14      | 1       | Kalinga Hewakumarage  | Sri Lanka      | 47.56 |       |
| 15      | 1       | Zhu Chenbin           | China          | 47.74 |       |
| 16      | 3       | Chan Ka Chun          | Hong Kong      | 47.90 |       |
| 17      | 2       | Mazen Al-Yasen        | Arábia Saudita | 47.92 |       |
| 18      | 2       | Aleksander Pronzhenko | Tajiquistão    | 47.96 |       |
| 19      | 1       | Mohamed Hindi         | Omã            | 48.10 |       |
| 20      | 1       | Kim Ui-yeon           | Coreia do Sul  | 48.12 |       |
| 21      | 1       | Yang Lung-Hsiang      | Taipé Chinesa  | 48.30 |       |
| 22      | 2       | Wang Wei-hsu          | Taipé Chinesa  | 48.32 |       |
| 23      | 1       | Leung King Hung       | Hong Kong      | 48.88 |       |
| 24      | 3       | Yousef Karam          | Kuwait         | DNS   |       |

### Final
A final da prova ocorreu dia 4 de junho às 16:10.
| Posição           | Raia | Atleta             | Nacionalidade  | Resultados | Notas |
| ----------------- | ---- | ------------------ | -------------- | ---------- | ----- |
| Medalha de ouro   | 4    | Abdelalelah Haroun | Catar          | 44.68      |       |
| Medalha de prata  | 5    | Yousef Masrahi     | Arábia Saudita | 45.14      |       |
| Medalha de bronze | 8    | Kentaro Sato       | Japão          | 46.09      |       |
| 4                 | 3    | Abubakar Abbas     | Bahrein        | 46.15      |       |
| 5                 | 6    | Takamasa Kitagawa  | Japão          | 46.33      |       |
| 6                 | 2    | Sajjad Hashemi     | Irão           | 46.62      |       |
| 7                 | 1    | Arokya Rajeev      | Índia          | 46.65      |       |
| 8                 | 7    | Mehdi Zamani       | Irão           | 47.01      |       |

Legenda
| Recorde mundial       | Recorde mundial (World record)               |                       | Recorde africano                      | Recorde africano (African) |                                           | Q | Classificado por posição (Qualified) |
| Recorde do campeonato | Recorde do campeonato (Championship record)  | Recorde da América    | Recorde da América (Americas)         | q                          | Classificado por melhor tempo (Qualified) |   |                                      |
| Melhor marca do ano   | Melhor marca do ano (World leading)          | Recorde asiático      | Recorde asiático (Asian)              | DNS                        | Não largou (Did not start)                |   |                                      |
| Recorde nacional      | Recorde nacional (National record)           | Recorde europeu       | Recorde europeu (European)            | DNF                        | Não terminou (Did not finish)             |   |                                      |
| Recorde pessoal       | Recorde pessoal do atleta (Personal best)    | Recorde da Oceania    | Recorde da Oceania (Oceania)          | DSQ / DQ                   | Desclassificado (Disqualified)            |   |                                      |
| Recorde da temporada  | Recorde da temporada do atleta (Season best) | Recorde sul-americano | Recorde sul-americano (South America) | NM                         | Sem marca (No mark)                       |   |                                      |